# Meteor Çukuru
Meteor Çukuru česky Kráter meteoru nebo Jáma meteoru se nachází v provincii Ağrı ve východním Turecku na náhorní plošině Bozalt poblíž íránské hranice. Meteorit zde dopadl v roce 1892. 

## Popis kráteru
Kráter leží 35 km od města Dogubeyazid a 2 km od hraničního přechodu s Íránem – Gürbulak, ve výšce 1500 m n. m. Pohraničí je přísně střežené a ke kráteru je možné dostat se pouze s vojenským povolením pro vstup do tohoto prostoru (rok 2009).
Průměr jámy je 35 metrů a hloubka 60 metrů. Viditelná část otvoru je 30 metrů, spodní 30metrová část je zakryta zeminou. Pozoruhodná je podoba jámy ve tvaru válcové studny.
Jedná se o přírodní chráněnou oblast 2. stupně registrovanou v roce 1988 Regionálním úřadem pro ochranu kulturního dědictví Erzurum.

### Z informační tabule

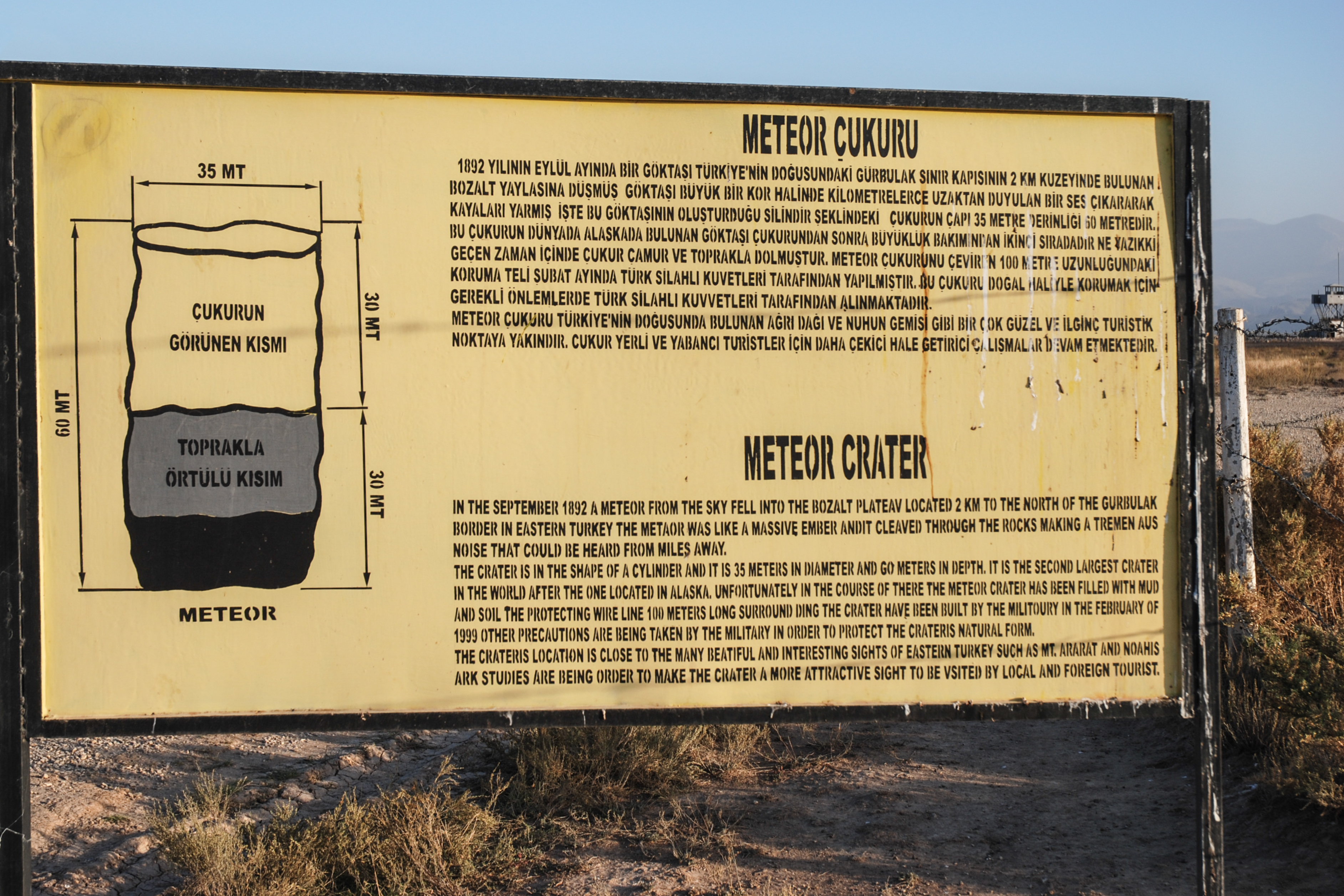
Informační tabule u kráteru, foto říjen 2009

Vedle kráteru je umístěna tabule (foto 16. 10. 2009) sdělující v turečtině a angličtině základní informace o kráteru:
„V září 1892 spadl z oblohy meteorit na náhorní plošinu Bozalt. Padal jako žhavý masiv, prořezal se skálou a vydával velký hluk, který bylo slyšet na míle daleko. Místo se nachází ve východním Turecku, 2 km severovýchodně od hraničního přechodu Gürbulak.
Kráter ve tvaru válce má průměr 35 metrů a hloubku 60 metrů. Je druhým největším na světě po kráteru, který se nachází na Aljašce. Bohužel byl z poloviny zaplněn bahnem a zeminou. V únoru 1990 postavila armáda kolem jámy drátěnou ochranu v délce 100 metrů. Armáda též přijímá další opatření na ochranu přírodní formy kráteru.
Kráter se nachází v blízkosti mnoha krásných a zajímavých míst východního Turecka, jako je hora Ararat nebo Durupınar. Jsou velké snahy, aby se kráter stal atraktivnějším místem pro návštěvy domácích i zahraničních turistů.“

## Vznik kráteru
Kráter byl vytvořen v roce 1892 dopadem velkého meteoritu.